# 愛沙尼亞電視台
愛沙尼亞電視台是愛沙尼亞的國家電視台，於1955年7月19日正式開播，並於1993年1月1日成為歐洲廣播聯盟的完全會員。
2007年6月1日，愛沙尼亞電視台與愛沙尼亞廣播電台合併成立愛沙尼亞國家廣播電視台。

## 外部連結
- 官方网站（文）